# Isaac Euchel

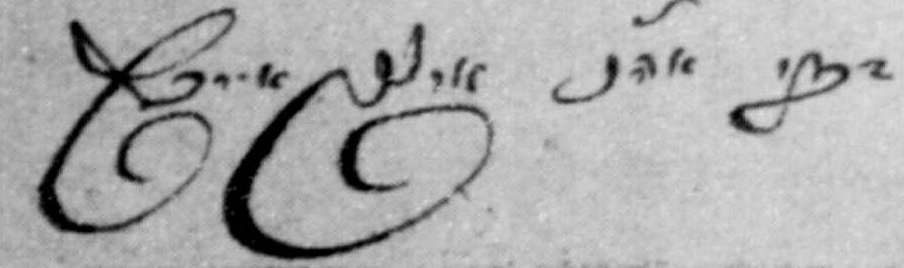
Ein Autograph Euchels, 4. September 1794.

Isaac Abraham Euchel (hebräisch יצחק אברהם אייכל, geboren am 17. Oktober 1756 in Kopenhagen; gestorben am 18. Juni 1804 in Berlin) war einer der bedeutendsten Vertreter der jüdischen Aufklärungsbewegung (Haskala).

## Leben
Isaac Euchel wurde 1756 in Kopenhagen in einer einflussreichen und wohlhabenden Familie geboren und verbrachte dort seine Kindheit. Er hatte vier Geschwister. Nach dem frühen Tod des Vaters Israel Euchel (1731–1767) schickte seine Mutter den Zwölfjährigen zur Vervollständigung seines religiösen Studiums zu seinem Onkel Masus Rintel nach Berlin. 1773 nahm er eine Stellung als Hauslehrer bei einer wohlhabenden Familie in Bielefeld und zwei Jahre später bei der Familie von Meyer Michel David in Hannover an. Hier studierte er unter der Anleitung von Raphael Levi, der ein Schüler Leibnizens war.
1778 wurde Isaac Euchel nach Königsberg an die einflussreiche Familie Friedländer empfohlen. Bis 1787 unterrichtete er die Kinder von Meyer Friedländer (1745–1808), eines Bruders David Friedländers.
An der Königsberger Universität studierte Euchel zwischen 1782 und 1786 bei Kant Philosophie und bei Johann Bernhard Köhler Orientalische Sprachen. Kant schlug Euchel 1786 als interimistischen Nachfolger für die vakante Stelle Köhlers vor. Trotz der Empfehlung Kants ließen die Statuten der Universität die Anstellung eines Juden nicht zu. Euchels 1786 erschienene Übersetzung des Gebetbuches ins Deutsche kann als akademische Abschlussarbeit angesehen werden.
In Königsberg setzte sich Euchel 1782 für die Gründung einer Jüdischen Freischule nach Berliner Vorbild ein. Im selben Jahr gründete er gemeinsam mit Mendel Breslau und Mitgliedern der Familie Friedländer die aufklärerische Gesellschaft der hebräischen Literaturfreunde, hebräisch חברת דרשי לשון עבר. Sie gab die erste moderne hebräische Zeitschrift, die Monatsschrift Hame'assef, mit einer deutschsprachigen Beilage unter dem Namen Der Sammler, heraus.

Exlibris Isaac Euchel

Deren Ankündigungsschreiben Nachal Habesor gilt als erstes Programm der Haskala. Trotz großer finanzieller Probleme entwickelte sich die Zeitschrift zum wichtigsten Publikationsorgan der jüdischen Aufklärung und erschien mit Unterbrechungen bis 1811. Euchel blieb bis 1790 der Herausgeber.
Die Zeitschrift Hame'assef diente den jüdischen Aufklärern als Podium, um ihre Ideen unter den Juden Europas zu verbreiten. Ihr Ziel war eine Reform des Judentums, die auf der Erneuerung der hebräischen Sprache aufbauen sollte. Euchel veröffentlichte Artikel zu verschiedenen Themen. In seinem ersten Artikel verteidigt er gegenüber den jüdischen Traditionalisten den Nutzen der Beschäftigung mit der weltlichen Geschichte. Der Artikel enthält zudem die erste Paraphrase von Kants Kritik der reinen Vernunft. In einer Reihe von Artikeln widmete er sich dem Kampf gegen die frühe Beerdigung der Juden. Schließlich regte er Marcus Herz an, seine bekannte Schrift Über die frühe Beerdigung der Juden zu schreiben, die später in einer hebräischen Übersetzung im Hame'assef erschien. Darüber hinaus bereicherte er die hebräische Literatur um neue Genres. In Briefen an seinen Schüler Michael Friedländer zeigte Euchel, dass die hebräische Sprache auch alltägliche Dinge schildern kann. Mit den Briefen des Meschulam nach dem Vorbild von Montesquieus Persischen Briefen führte Euchel den Briefroman in die hebräische Literatur ein.
1788 ging Euchel nach Berlin und übernahm die Leitung der Druckerei der Jüdischen Freischule. Hier ließ er unter anderem Maimonides’ Führer der Unschlüssigen drucken. Auch seine bereits als Fortsetzungsgeschichte im Hame'assef veröffentlichte Biographie Moses Mendelssohns erschien 1788 in der Druckerei. Die auf Hebräisch geschriebene Biographie erlebte mehrere Auflagen und verbreitete den Ruhm Mendelssohns und die Ideen der jüdischen Aufklärung unter den Juden Osteuropas. Darin werden große Passagen aus den Schriften Mendelssohns erstmals ins Hebräische übersetzt.
1792 gehörte Euchel neben Moses Mendelssohns ältestem Sohn Joseph und Aaron Halle-Wolfssohn zu den Mitbegründern der Gesellschaft der Freunde in Berlin, mit deren Unterstützung er eine zumindest teilweise Abschaffung des Ritus der frühen Beerdigung in der dortigen jüdischen Gemeinde durchsetzen konnte.
Sein satirisches Theaterstück Reb Henoch oder wos tu mer dermit erschien erst postum, zirkulierte aber in verschiedenen Fassungen unter seinen Lesern. Darin zeichnete er ein Sittengemälde der Berliner jüdischen Gesellschaft am Ende des 18. Jahrhunderts.
In seinen letzten Lebensjahren zog er sich aus der Öffentlichkeit zurück und arbeitete als Teilhaber in der Garnmanufaktur der Witwe Bernhard. 1803 heiratete er Esther Bendix (1769–1814), ihr gemeinsamer Sohn Abraham (später August) wurde am 11. April 1804, zwei Monate vor Euchels Tod, geboren.
Die Modernisierung der hebräischen Sprache, für die sich Euchel engagiert hatte, scheiterte gegen Ende des 18. Jahrhunderts, als die deutschen Juden sich der deutschen Sprache und Kultur zuwandten. In der Folge tauchte Euchel in den Geschichtsbüchern nur noch am Rande auf. Erst im letzten Jahrhundert ist das Interesse an seiner Person wieder gewachsen.

## Werke

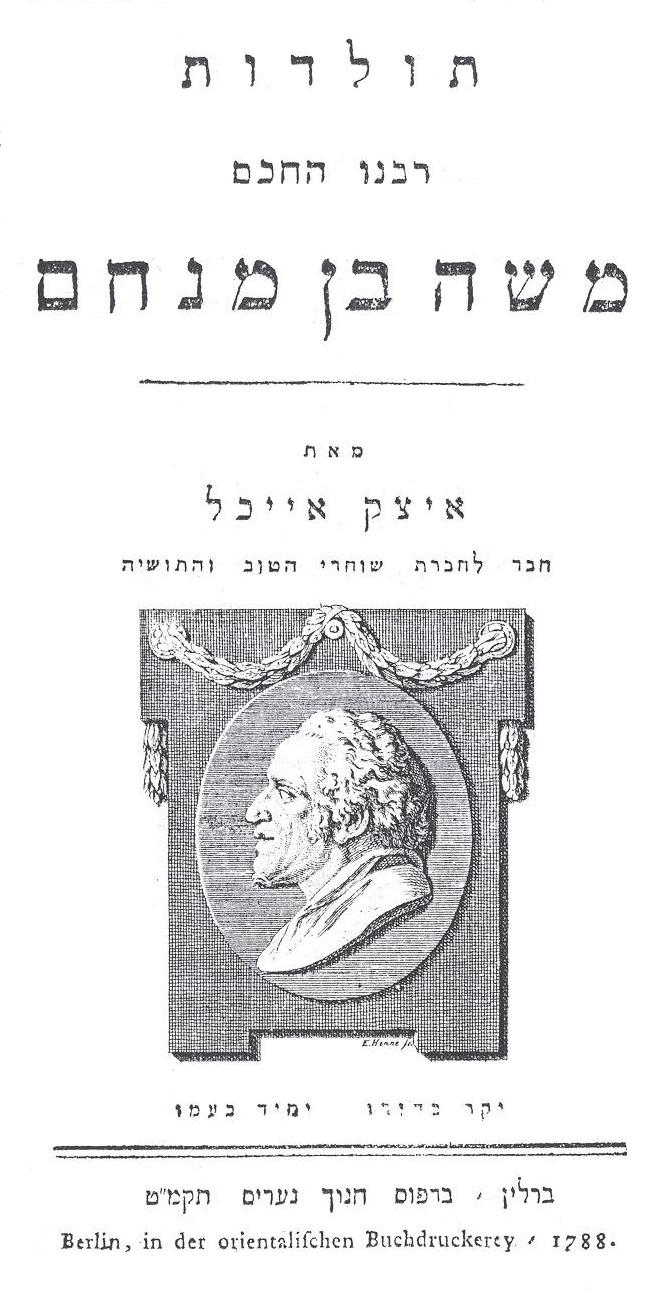
Die Moses Mendelssohn-Biografie von 1788

- Sefat Emet. Königsberg 1781. (hebr.)
- Gebete der hochdeutschen und polnischen Juden. Aus dem Hebräischen übersetzt und mit Anmerkungen begleitet. Kanter, Königsberg 1786.
- Der erste Mensch eine Erzählung. Meinem Eleven Joseph Meyer Friedlæender, am Tage Seiner Einsegnung gewidmet. Königsberg 1787.
- Biographie Moses Mendelssohns. Orientalische Buchdruckerei, Berlin 1788. (hebr.)
- Proverbia Salomonis cum versione jud.-germ. et commentario. Orientalische Buchdruckerei, Berlin 1789. (hebr.)
- Ist nach dem jüdischen Gesetz das Übernachten der Toten wirklich verboten? In einem Schreiben an den Professor Löwe in Breslau. Deutsche und orientalische Graßische Stadt-Druckerey, Breslau 1796/97. (jidd.)
- Reb Henoch oder was thut me dermit. Ein Familiengemälde in drei Abtheilungen. Hrsg. von M. Allenstein. Berlin 1846.